# Station Genova Brignole
Station Genova Brignole is een van de twee hoofdstations van de Italiaanse stad Genua, naast station Piazza Principe.
Het station is gelegen ten noordoosten van het oude centrum aan de Piazza Verdi aan de voet van de heuvel Montesano. In 1868 werd het eerste station op deze plek geopend, maar het huidige stationsgebouw dateert van 1905.
Het station is een intermodaal verkeersknooppunt en is tevens een van de terminussen van de enige lijn van de metro van Genua.